# Clytocerus dalii
Clytocerus dalii és una espècie d'insecte dípter pertanyent a la família dels psicòdids que es troba a Europa: les illes Britàniques, Bèlgica, Eslovènia i Txèquia.